# Bartłomiej Wołoszyn
Bartłomiej Bogusław Wołoszyn (Stalowa Wola, 9 agosto 1986) è un cestista polacco.

## Carriera
Con la Polonia ha disputato i Campionati europei del 2007.

## Palmarès
- Coppa di Polonia: 1

Anwil Włocławek: 2007
- Supercoppa polacca: 1

Włocławek: 2007